# برونو فايل
برونو فايل (بالإيطالية: Bruno Vale)‏ (10 يوليو 1911 برييكا في كرواتيا - ) هو مدرب كرة قدم ولاعب كرة قدم إيطالي في مركز الوسط. لعب مع إنتر ميلان ونادي ألساندريا ونادي بريشيا ونادي ريجيانا 1919 ونادي فينيزيا ونادي نوفارا وايه إس برو غوريزيا ‏ ونادي أريتسو.

## وصلات خارجية
- برونو فايل على موقع قاعدة بيانات كرة القدم.إي يو (الإنجليزية)
- برونو فايل على موقع عالم كرة القدم.نت (الإنجليزية)